# ماهیگیری سموری

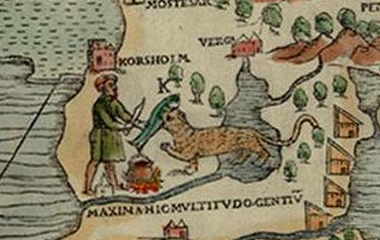
چکیدهٔ بریده‌شده Carta Marina اثر اولاوس مگنوس به تاریخ ۱۵۳۹ که سمورآبی را در حال بازآوری ماهی برای استاد خود نشان می‌دهد.

ماهیگیری سَموری یا ماهیگیری شِنگی (به انگلیسی: Otter fishing) یک تکنیک ماهیگیری است که از سمورهای آموخته برای ماهیگیری در رودخانه‌ها استفاده می‌کند. این روش از سدهٔ ششم در نقاط مختلف جهان انجام شده است و هنوز هم در جنوب بنگلادش انجام می‌شود.
ماهیگیری سموری از لحاظ تاریخی در تعدادی از مناطق از جمله اروپای مرکزی، شمال آفریقا، جزایر بریتانیا، اسکاندیناوی، آسیای جنوبی، آسیای جنوب شرقی، چین و آمریکای جنوبی انجام می‌شد.